# Rimini Calcio 1988-1989
Questa pagina raccoglie le informazioni riguardanti il Rimini Calcio nelle competizioni ufficiali della stagione 1988-1989.

## Rosa
| N. |                   | Ruolo | Calciatore         |
| -- | ----------------- | ----- | ------------------ |
|    | Italia (bandiera) | A     | Claudio Balesini   |
|    | Italia (bandiera) | C     | Luigi Bizzotto     |
|    | Italia (bandiera) | A     | Alessandro Bonesso |
|    | Italia (bandiera) | D     | Roberto Carannante |
|    | Italia (bandiera) | C     | Giordano Cinquetti |
|    | Italia (bandiera) | D     | Giampiero Ciriaco  |
|    | Italia (bandiera) | C     | Ugo Coltorti       |
|    | Italia (bandiera) | C     | Massimo Dominici   |
|    | Italia (bandiera) | P     | Fabio Fabbri       |
|    | Italia (bandiera) | A     | Mirco Fabbri       |
|    | Italia (bandiera) | P     | Fabio Finucci      |
|    | Italia (bandiera) | D     | Luigi Galli        |
|    | Italia (bandiera) | D     | Luca Lombardi      |

| N. |                     | Ruolo | Calciatore           |
| -- | ------------------- | ----- | -------------------- |
|    | Italia (bandiera)   | C     | Fabrizio Lucchi      |
|    | Italia (bandiera)   | C     | Massimiliano Manetta |
|    | Italia (bandiera)   | C     | Marco Mariani        |
|    | Svizzera (bandiera) | D     | Massimo Mariotti     |
|    | Italia (bandiera)   | C     | Mauro Mosconi        |
|    | Italia (bandiera)   | D     | Massimo Osmani       |
|    | Italia (bandiera)   | C     | Fabio Pari           |
|    | Italia (bandiera)   | D     | Mario Perazzini      |
|    | Italia (bandiera)   | A     | Cristian Polidori    |
|    | Italia (bandiera)   | A     | Andrea Tentoni       |
|    | Italia (bandiera)   | C     | Nervillo Tollon      |
|    | Italia (bandiera)   | C     | Carlo Zoratto (II)   |

## Risultati

### Campionato

#### Girone di andata
| 11 settembre 1988 1ª giornata | Torres | 3 – 0 | Rimini |  |

| 18 settembre 1988 2ª giornata | Rimini | 1 – 0 | Brindisi |  |

| 25 settembre 1988 3ª giornata | Campobasso | 0 – 0 | Rimini |  |

| 2 ottobre 1988 4ª giornata | Rimini | 0 – 0 | Monopoli |  |

| 9 ottobre 1988 5ª giornata | Casarano | 1 – 1 | Rimini |  |

| 16 ottobre 1988 6ª giornata | Rimini | 3 – 0 | Francavilla |  |

| 23 ottobre 1988 7ª giornata | Giarre | 2 – 1 | Rimini |  |

| 30 ottobre 1988 8ª giornata | Rimini | 1 – 1 | Foggia |  |

| 6 novembre 1988 9ª giornata | Rimini | 0 – 1 | Cagliari |  |

| 13 novembre 1988 10ª giornata | Salernitana | 2 – 1 | Rimini |  |

| 20 novembre 1988 11ª giornata | Vis Pesaro | 2 – 0 | Rimini |  |

| 27 novembre 1988 12ª giornata | Rimini | 0 – 0 | Palermo |  |

| 4 dicembre 1988 13ª giornata | Frosinone | 3 – 0 | Rimini |  |

| 11 dicembre 1988 14ª giornata | Rimini | 1 – 1 | Ischia Isolaverde |  |

| 18 dicembre 1988 15ª giornata | Catania | 1 – 1 | Rimini |  |

| 31 dicembre 1988 16ª giornata | Rimini | 1 – 1 | Perugia |  |

| 7 gennaio 1989 17ª giornata | Casertana | 2 – 1 | Rimini |  |

#### Girone di ritorno
| 15 gennaio 1989 18ª giornata | Rimini | 0 – 4 | Torres |  |

| 22 gennaio 1989 19ª giornata | Brindisi | 2 – 0 | Rimini |  |

| 5 febbraio 1989 20ª giornata | Rimini | 0 – 0 | Campobasso |  |

| 12 febbraio 1989 21ª giornata | Monopoli | 1 – 0 | Rimini |  |

| 19 febbraio 1989 22ª giornata | Rimini | 1 – 2 | Casarano |  |

| 5 marzo 1989 23ª giornata | Francavilla | 2 – 1 | Rimini |  |

| 12 marzo 1989 24ª giornata | Rimini | 0 – 3 | Giarre |  |

| 19 marzo 1989 25ª giornata | Foggia | 2 – 0 | Rimini |  |

| 25 marzo 1989 26ª giornata | Cagliari | 3 – 1 | Rimini |  |

| 9 aprile 1989 27ª giornata | Rimini | 3 – 1 | Salernitana |  |

| 16 aprile 1989 28ª giornata | Rimini | 0 – 1 | Vis Pesaro |  |

| 23 aprile 1989 29ª giornata | Palermo | 3 – 1 | Rimini |  |

| 30 aprile 1989 30ª giornata | Rimini | 0 – 1 | Frosinone |  |

| 14 maggio 1989 31ª giornata | Ischia Isolaverde | 2 – 0 | Rimini |  |

| 21 maggio 1989 32ª giornata | Rimini | 0 – 1 | Catania |  |

| 28 maggio 1989 33ª giornata | Perugia | 2 – 1 | Rimini |  |

| 4 giugno 1989 34ª giornata | Rimini | 1 – 5 | Casertana |  |